# Правенцин
Правенцин (пол. Prawęcin) — село в Польщі, у гміні Кунув Островецького повіту Свентокшиського воєводства.
Населення — 280 осіб (2011).
У 1975-1998 роках село належало до Келецького воєводства.

## Демографія
Демографічна структура на день 31 березня 2011 року:
|          | Загалом | Допрацездатний вік | Працездатний вік | Постпрацездатний вік |
| -------- | ------- | ------------------ | ---------------- | -------------------- |
| Чоловіки | 145     | 27                 | 103              | 15                   |
| Жінки    | 135     | 20                 | 74               | 41                   |
| Разом    | 280     | 47                 | 177              | 56                   |